# لیندسی ماسنگل
لیندسی ماسنگل (انگلیسی: Lindsay Massengale؛ زادهٔ ۶ اکتبر ۱۹۷۶) بازیکن فوتبال اهل ایالات متحده آمریکا است.
از باشگاه‌هایی که در آن بازی کرده‌است می‌توان به بوستون بریکرز و گلد پراید اشاره کرد.